# Giovanni Gotti
Giovanni Gotti (Sedrina, Llombardia, 30 d'agost de 1912 – Bergamo, 7 d'abril de 1988) va ser un ciclista italià, que fou professional entre 1934 i 1940. Era l'avi d'Ivan Gotti, doble guanyador del Giro a Itàlia.
Els seus principals èxits foren la victòria a la Milà-Torí de 1935 i una etapa al Giro d'Itàlia de 1938. Va prendre part en sis edicions de la cursa rosa i una del Tour de França.

## Palmarès
- 1935
  - 1r a la Milà-Torí
  - 1r a la Milà-San Pellegrino
- 1938
  - Vencedor d'una etapa al Giro d'Itàlia
  - Vencedor d'una etapa del Giro dei Tre Mari

### Resultats al Giro d'Itàlia
- 1934. 5è de la classificació general
- 1935. 33è de la classificació general
- 1936. 16è de la classificació general
- 1937. Abandona (11a etapa B)
- 1938. 26è de la classificació general. Vencedor d'una etapa
- 1940. Abandona (17a etapa)

### Resultats al Tour de França
- 1934. 24è de la classificació general